# پیپیسترل آلفا ترینر
پیپیسترل آلفا ترینر (به انگلیسی: Pipistrel_Alpha_Trainer) یک هواگرد از نوع ورزشی سبک ساخت شرکت Pipistrel است.